# Стругар, Павле
Павле Стругар (серб. Павле Стругар, 13 февраля 1933, Печ, Королевство Югославия — 12 декабря 2018, Белград, Сербия) — югославский военачальник черногорского происхождения, командующий 2 оперативным командованием ЮНА в Южной Хорватии. Руководил югославскими силами в ходе осады Дубровника в 1991 году.

## Приговор
17 апреля 2007 года приговорен Международным трибуналом по бывшей Югославии к 7,5 годам заключения, признан виновным в преступлениях против хорватов. 16 января 2009 года досрочно выпущен на свободу.
Умер 12 декабря 2018 года в Белграде.